# ماساهيرو ياماموتو
ماساهيرو ياماموتو (باليابانية: 山本真弘؛ بالكانا: やまもと まさひろ) هو ملاكم كيك بوكسينغ ياباني، ولد في 14 مايو 1983 في ناغاساكي في اليابان.